# Autostrada dei Laghi

Historische kaart van de Autostrada dei Laghi

De Autostrada dei Laghi (Autosnelweg van de meren) is de naam van de twee Italiaanse autosnelwegen A8 en A9. De A8 loopt van Milaan naar Varese. De A9 takt bij Lainate af van de A8 en loopt naar Como. De A9 verzorgt de verbinding Milaan-Como. 

## Geschiedenis
Op 21 september 1924 werd een eerste deel van de Autostrada dei Laghi, de A8, voor verkeer opengesteld tussen Milaan en Varese. Daarmee is het een van de oudste autosnelwegen ter wereld. De A9 volgde een jaar later op 28 juni 1925. In 1960 werd de A9 verlengd naar het Zwitserse Chiasso. Later is de weg in Zwitserland verlengd tot Bazel als A2.